# Vladimir Lioutyi
Vladimir Ivanovitch Liuty (ukrainien : Володимир Иванович Лютий) (né le 20 avril 1962 à Dnipropetrovsk à l'époque en Union soviétique, aujourd'hui en Ukraine) est un joueur de football international soviétique (ukrainien), qui évoluait au poste de milieu de terrain, avant de devenir ensuite entraîneur.

## Biographie

### Carrière de joueur

#### Carrière en club
Il joue un total de 10 matchs en Coupe d'Europe des clubs champions, atteignant les quarts de finale de cette compétition lors de l'année 1985.

#### Carrière en sélection
Avec l'équipe d'URSS, il joue 3 matchs (pour un but inscrit) en 1990. 
Il figure dans le groupe des sélectionnés lors de la Coupe du monde de 1990 organisée en Italie. Lors du mondial, il joue un match face à l'équipe d'Argentine.
Il participe également aux Jeux olympiques de 1988 organisés à Séoul. Titulaire indiscutable, il joue 6 matchs lors du tournoi olympique, remportant la médaille d'or.
Avec l'équipe de la communauté des États indépendants, il joue 3 matchs (pour aucun but inscrit) en 1992, participant au championnat d'Europe des nations 1992.

## Palmarès

### Palmarès en club
Dnipro Dnipropetrovsk
| - Championnat d'URSS (2) : - Champion : 1983 et 1988. - Vice-champion : 1987. - Coupe d'URSS (1) : - Vainqueur : 1989. |  | - Coupe de la fédération soviétique (2) : - Vainqueur : 1986 et 1989. - Supercoupe d'URSS (1) : - Vainqueur : 1988. - Finaliste : 1983. |

### Palmarès en sélection
Union soviétique
- Jeux olympiques (1) :
  -  Or : 1988.